# 吕学勤
吕学勤（1936年—1993年），字理园，男，汉族，山东临朐人，中国画家，曾任中国美术家协会理事，山东省美术家协会副主席。